# Awarua (rivière)
Ne doit pas être confondu avec Awarua (fleuve du Southland).
La rivière Awarua (anglais : Awarua River) est un cours d’eau de la région du Northland dans l’Île du Nord de la Nouvelle-Zélande.

## Géographie
Elle s’écoule vers le sud pour rencontrer la rivière Mangakahia à 25 km au nord de Dargaville.